# Komunikační vesnice

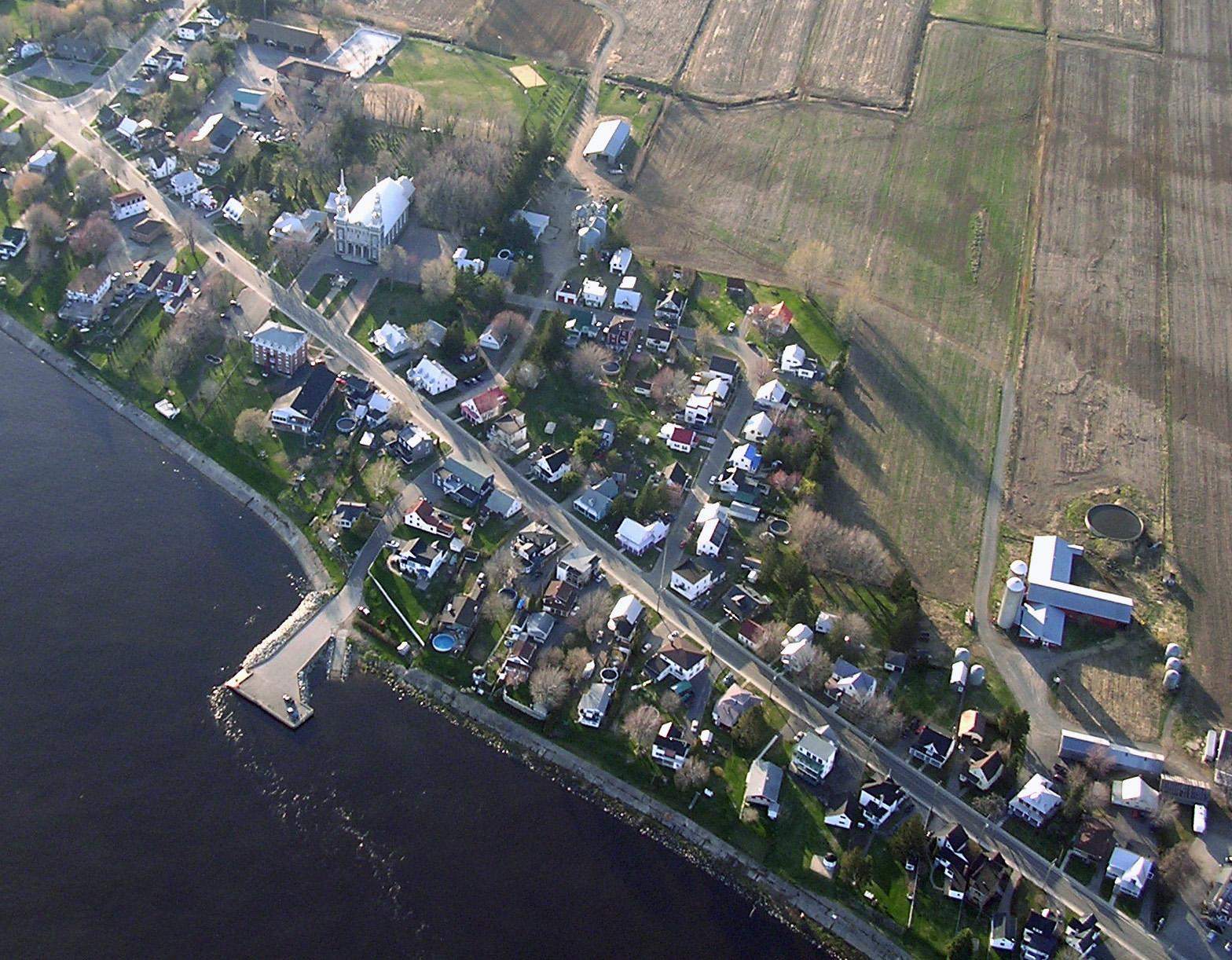
Champlain (Quebec)

Schematické znázornění

Komunikační vesnice je typ vesnice, založené podél komunikace, to je podél cesty, splavné řeky, železnice. Tento typ vesnice je většinou značně protáhlý a chybí mu náves.